# Aarão ben José de Constantinopla
Aarão ben José de Constantinopla (ca. 1260 - ca. 1320; não ser confundido com seu quase-contemporâneo Aarão ben Elias da Nicomédia) foi um eminente professor, filósofo, médico e poeta litúrgico de Constantinopla, a capital do Império Bizantino.